# John Yealland
John Yealland, de son nom complet John James Yealland, né en 1904 et mort en 1983, est un aviculteur et ornithologue britannique renommé. Il est surtout connu pour avoir aidé Sir Peter Markham Scott à fonder le Wildfowl Trust à Slimbridge, dans le Gloucestershire. Il a accompagné Gerald Durrell lors de sa première expédition de collecte d'animaux au Cameroun britannique en 1947 - 1948. Il est ensuite devenu le conservateur des oiseaux du zoo de Londres.